# 达伦斯县
達倫斯县（西班牙語：Provincia de Dalence），是玻利維亞的县份，位於該國西部，屬於奧魯羅省的一部分，县府設於瓦努尼，面積967平方公里，2001年人口23,608，人口密度每平方公里24.4人。